# サイベリアン
サイベリアン（英：Siberian / 露：Сиби́рская ко́шка（シビールスカヤ・コーシュカ））は、ロシアの東部に起源を有する、猫の一品種。シベリア由来の名を持つ自然発生の種たるこの猫は、「サイベリアンフォレストキャット」の異称を有している。しかし血統登録団体の正式名称は「サイベリアン」のみである。

## 歴史
その起源については詳らかでない。ペルシャやアンゴラを源流に持つものと考えられてはいるものの、その揺籃の時期の特定は行われていない。本格的な品種改良が1980年代から始動するに至り、エリザベス・テレルという名のブリーダーの尽力によって、1990年に初めてアメリカ合衆国の地に持ち込まれた。一猫種としての公認と認知とを幅広く受けるに至ったのは、21世紀を迎えてからのことであった。

## 名称
「シビールスカヤ・コーシュカ」は、「シベリアの猫」を意味する。複数形で「シビールスキエ・コーシュキ」（Сиби́рские ко́шки）とも称される。一般にこの呼び名が多用されるが、Сиби́рская поро́да（シベリア種）という名称も使用され、また猫以外のシベリア種と区別するため、Ко́шка сиби́рской поро́ды（シベリア種の猫）あるいはСиби́рская поро́да ко́шек （猫のシベリア種）とも呼ばれる。ソ連時代の代表的な百科事典であるソビエト大百科事典では「シベリア種」（сибирская、「猫」の項）、ロシアの代表的なオンライン百科事典『クルゴソヴェート』でも「シベリア種の猫」（КОШКА сибирской породы、）として記載されている。

## 特色

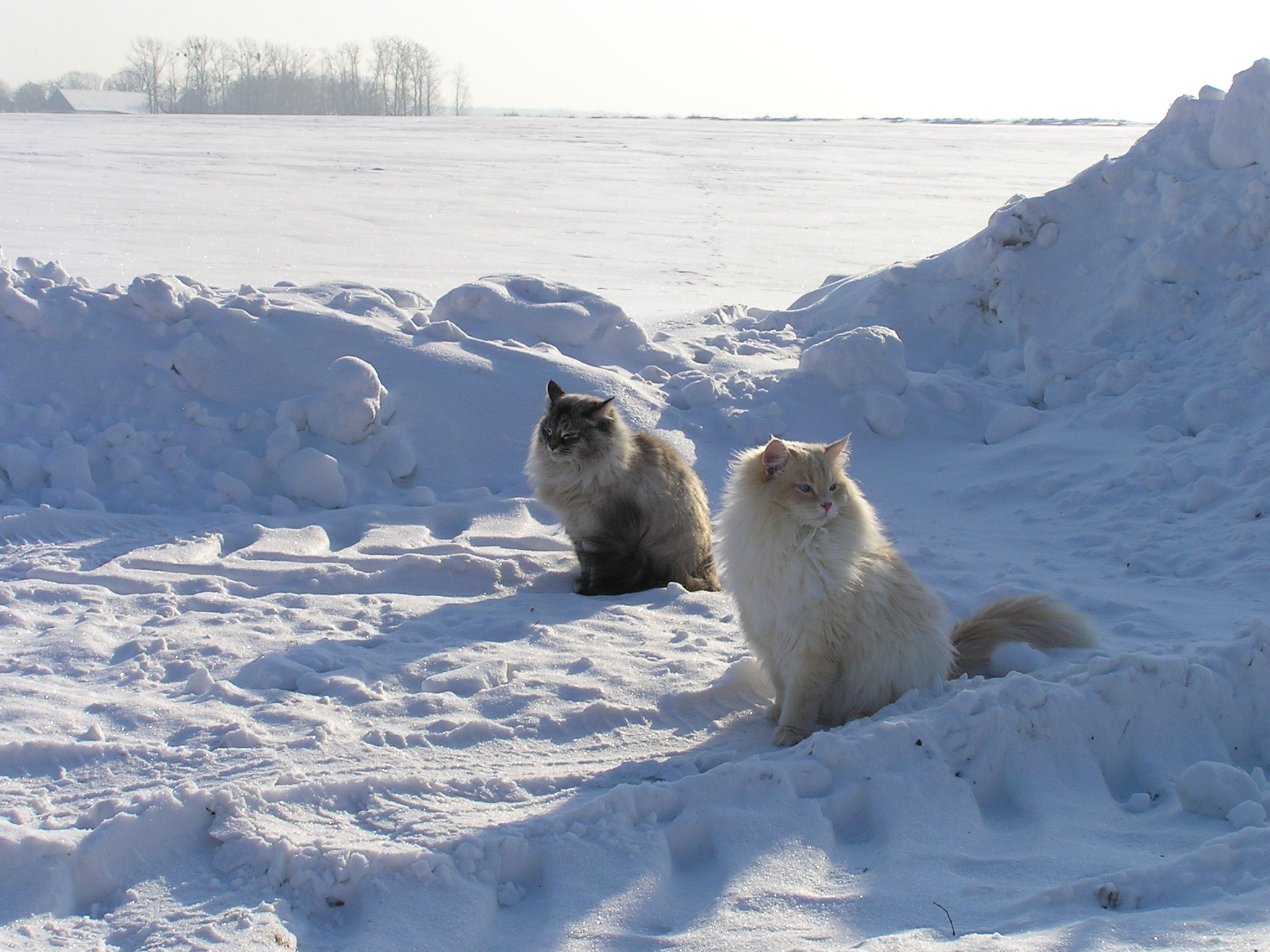
雪原に佇むサイベリアン

ロシア北東部の土着猫の一に数えられるサイベリアンは、ノルウェージャンフォレストキャットと同様の環境適応進化を経てきた猫であることは確かで、「シベリアを中心とした極寒の地で生き抜く術を身につけた猫」などと言い表されることもある。その外貌はヤマネコを想起させる特色を多く備えている。
丸みを帯びた輪郭に、同じく丸みを帯びた耳と、やや上がった目尻を備えた大きな目、額から鼻に掛けての僅かに傾斜し湾曲した鼻筋を持つ。その背は高くアーチ型で、腹部は堅く重量感を備え、筋肉質にして、その体型は全体的に樽の形を想起させる。
サイベリアンは長毛種であり、その被毛については、その原産国たるロシアにあっては黒と赤を主色とした毛色しか承認されていないものの、北アメリカではより多様なものが承認されるに至っている。肩甲骨上と胸部下のそれが特に厚く生えており、成猫になると首の周囲にふさふさとした襟毛が生ずるようになる。成熟するまでには5年の時を要するという。
多くの猫が持つアンダーコートとオーバーコートに加え、3層目のガードへアを持つ個体も多く存在しているため、猫の中では唯一のトリプルコートと言われる。
野性の特徴を明瞭に示すものと評されるこの猫は、その原産の地たるロシアにあっては数多の猫種登録団体による幅広い公認を受けている。
また、サイベリアンの中でもポイントカラーの個体を、「ネヴァマスカレード」という別種として扱う血統登録団体もある。

## 性格
その気質については、温和で親しみやすく、頭が良く、従順さと賢さに加え忍耐強さをも備え持つなどといったものから、社交的ではあるものの、愛玩用の受動的な猫とは遊びたがらないなどといった傾向の存在が指摘されている。総合的には犬に似た気質を持つ個体が多い。

## ギャラリー

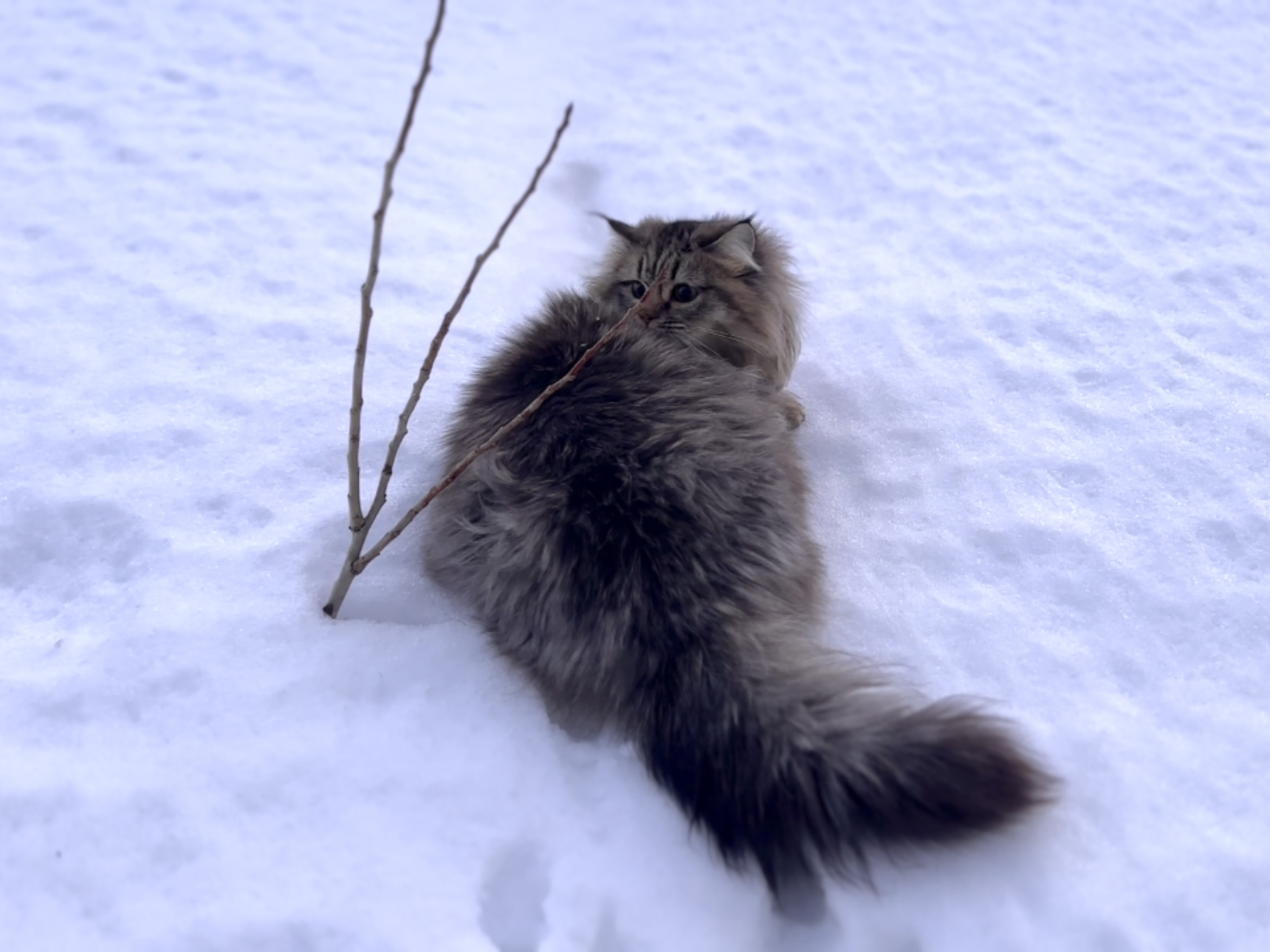
アンダーコートが増えてきて、全体的に白っぽくなるブラウンマッカレルタビー
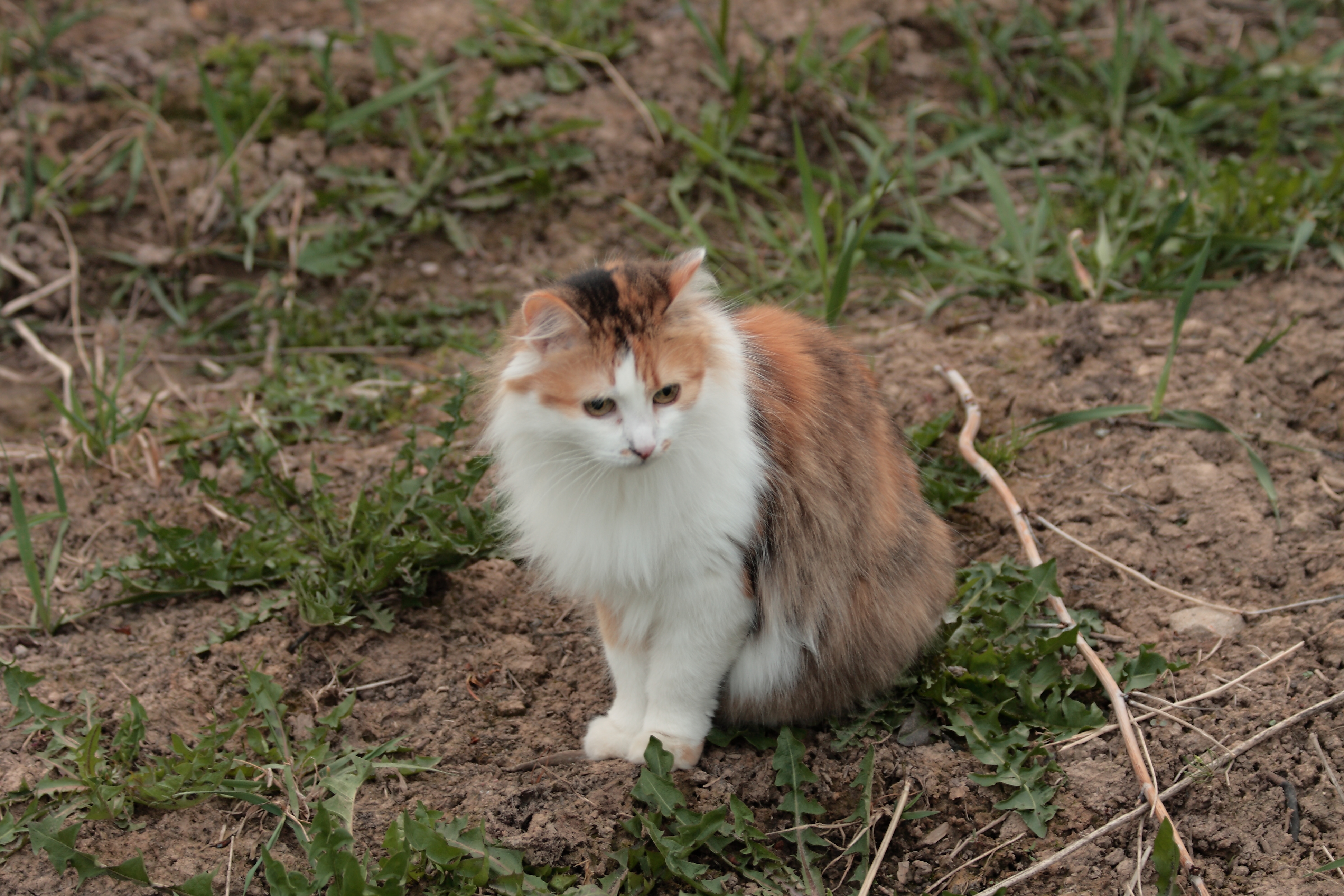
野原に佇むサイベリアン
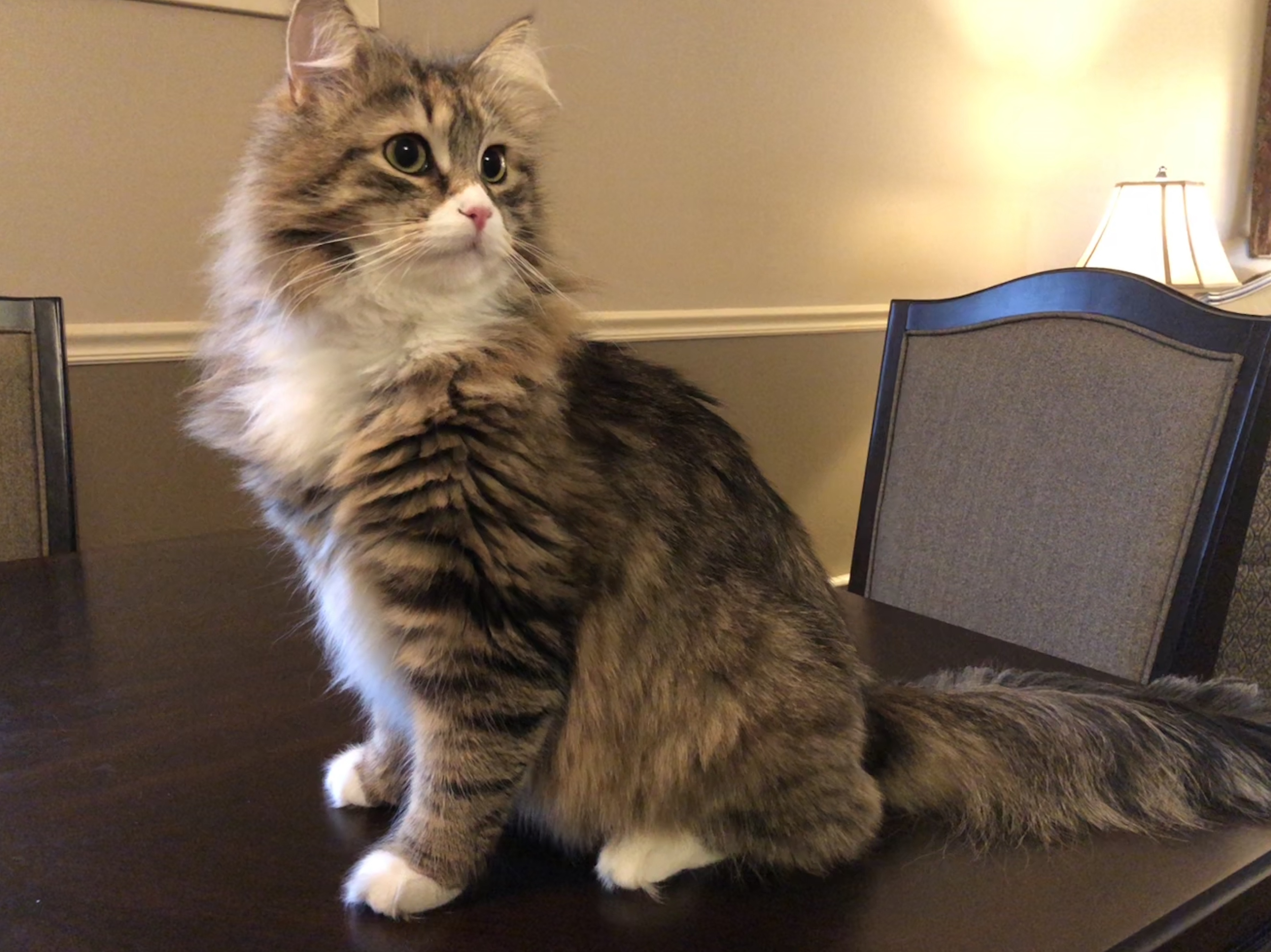
1歳のサイベリアン
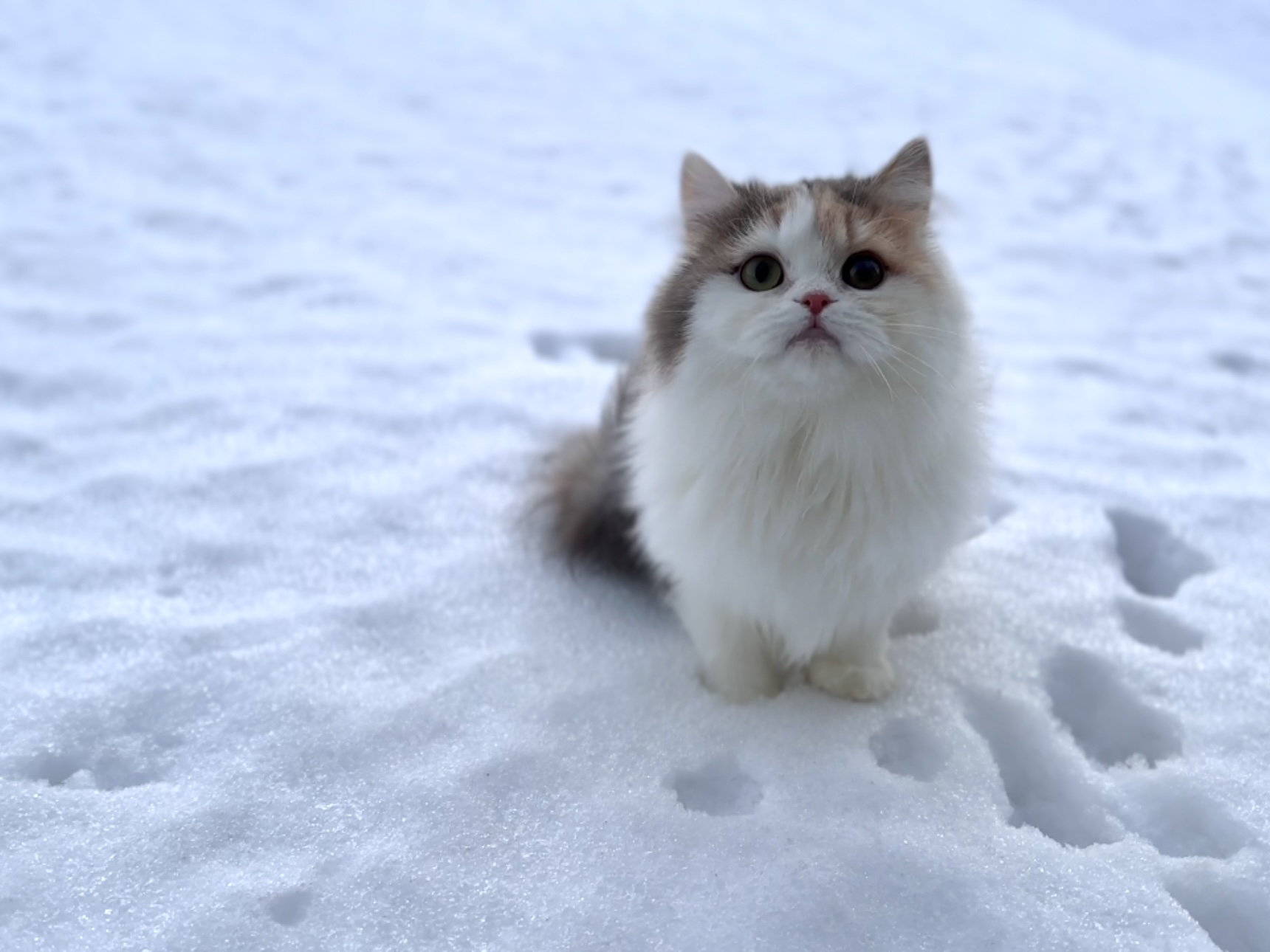
生後7か月ダイリュートキャリコの女の子
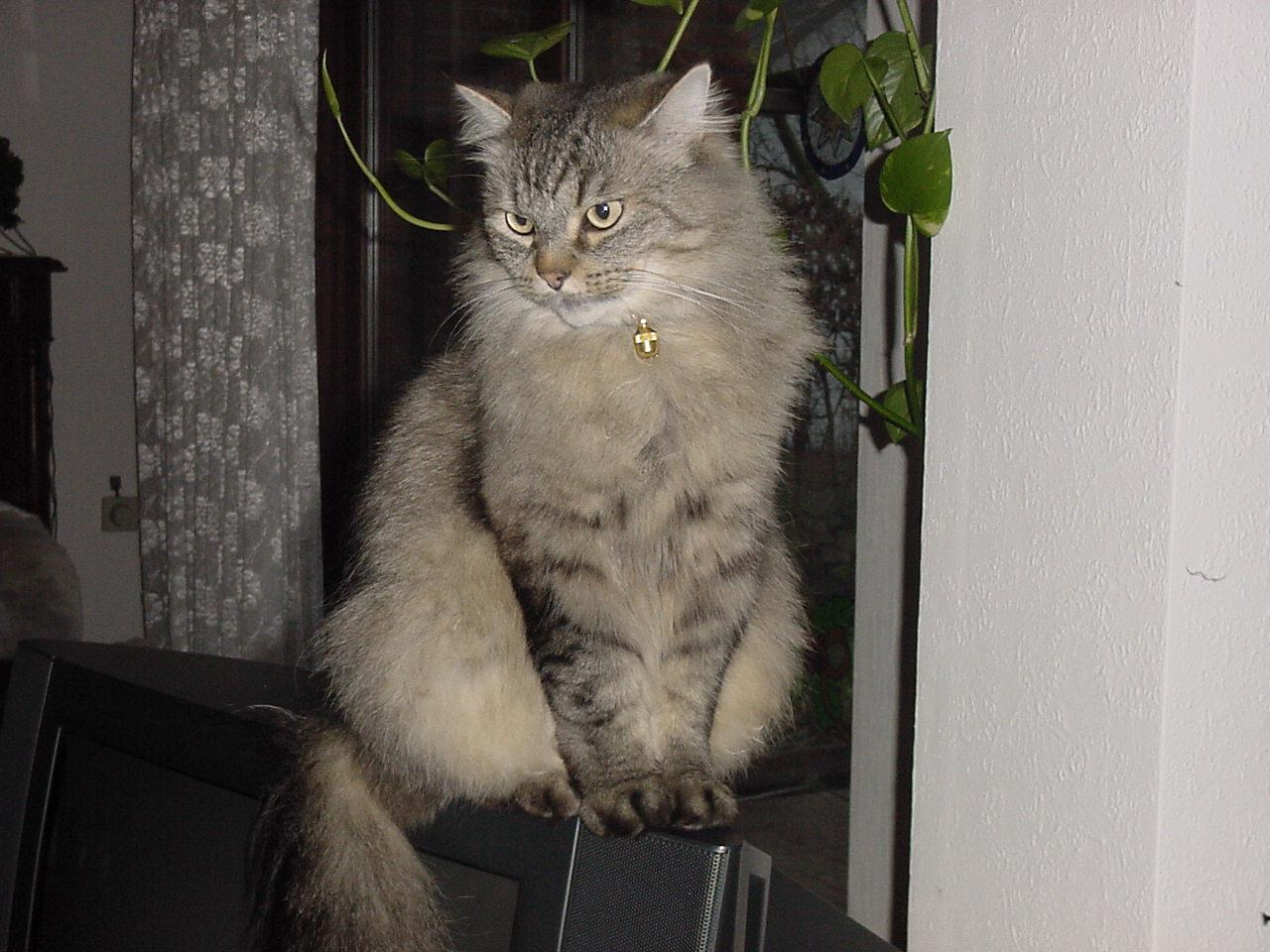
ペットとしてのサイベリアン
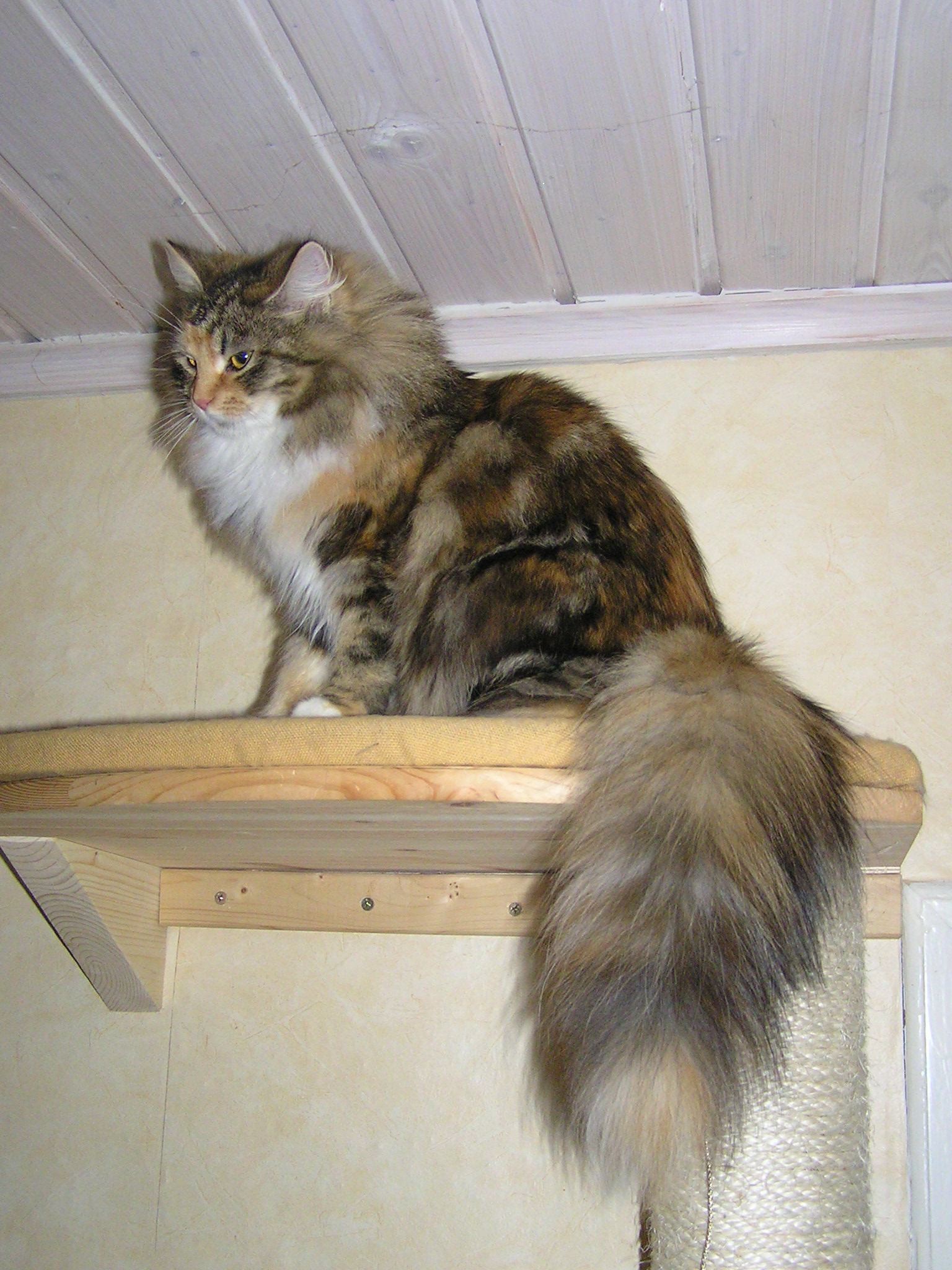
1歳のサイベリアン
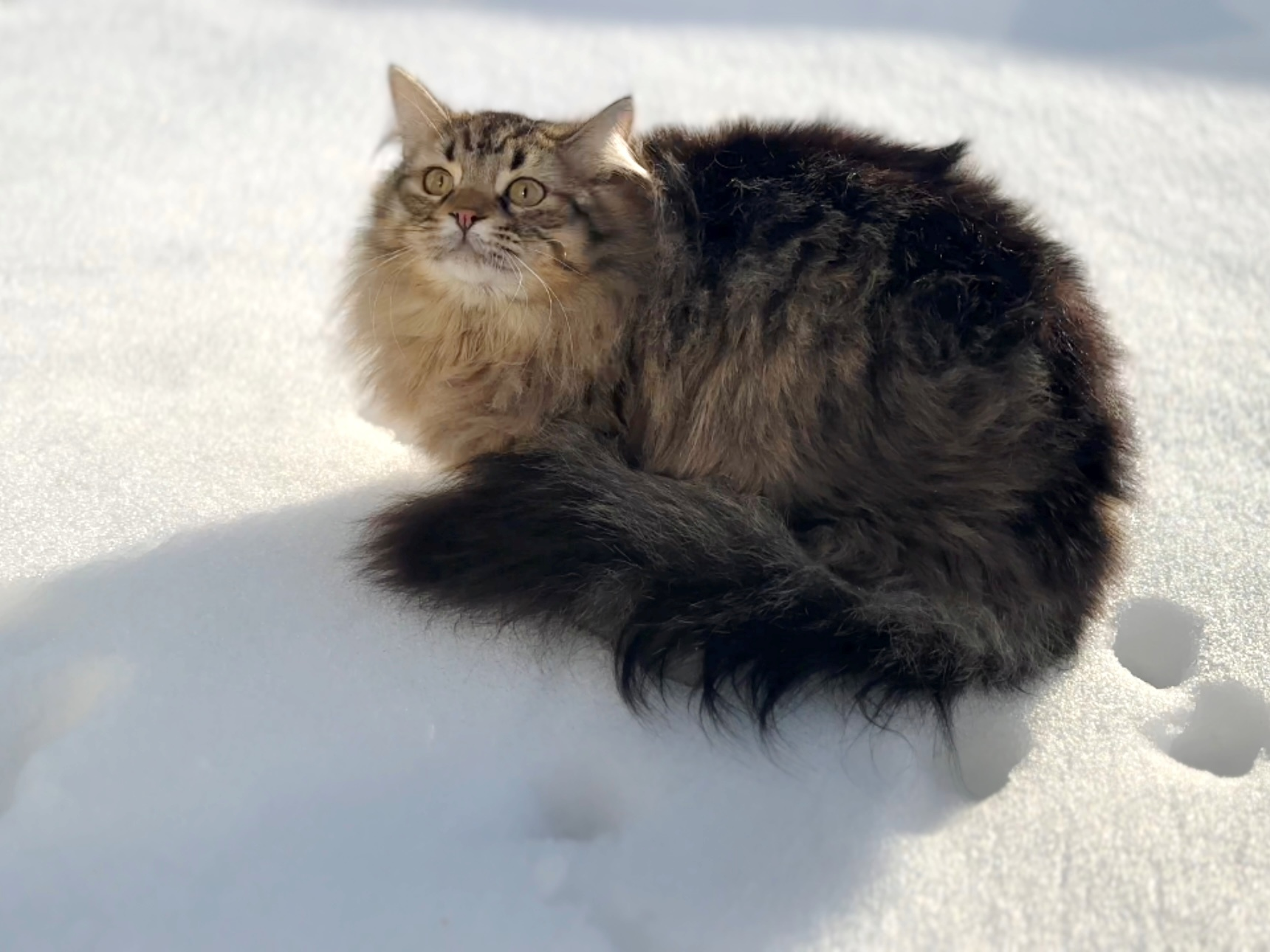
トリプルコートの分厚い被毛で、寒さに強いサイベリアン（生後1歳）
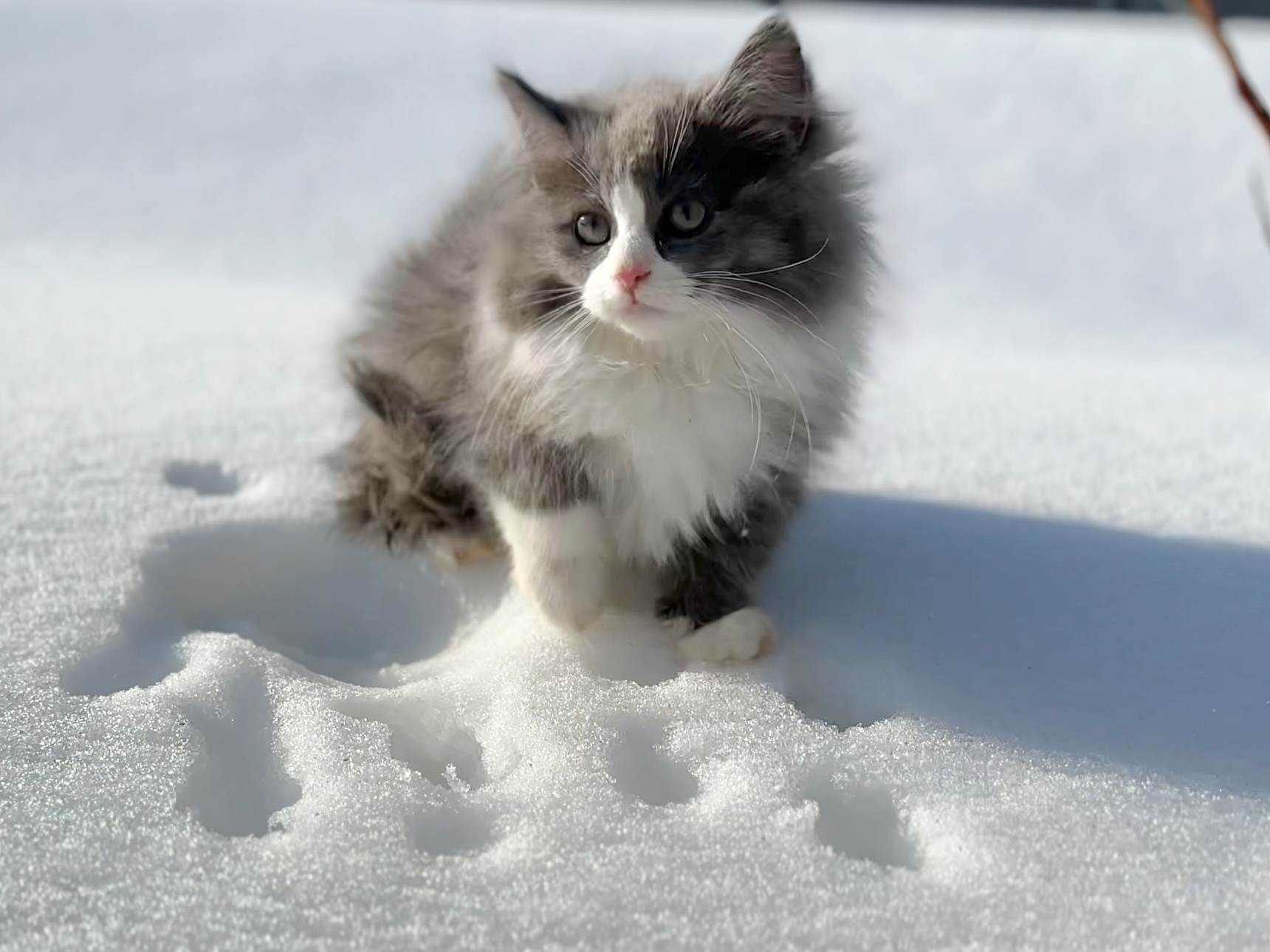
雪の中で遊ぶサイベリアンの子猫（生後3ヶ月）
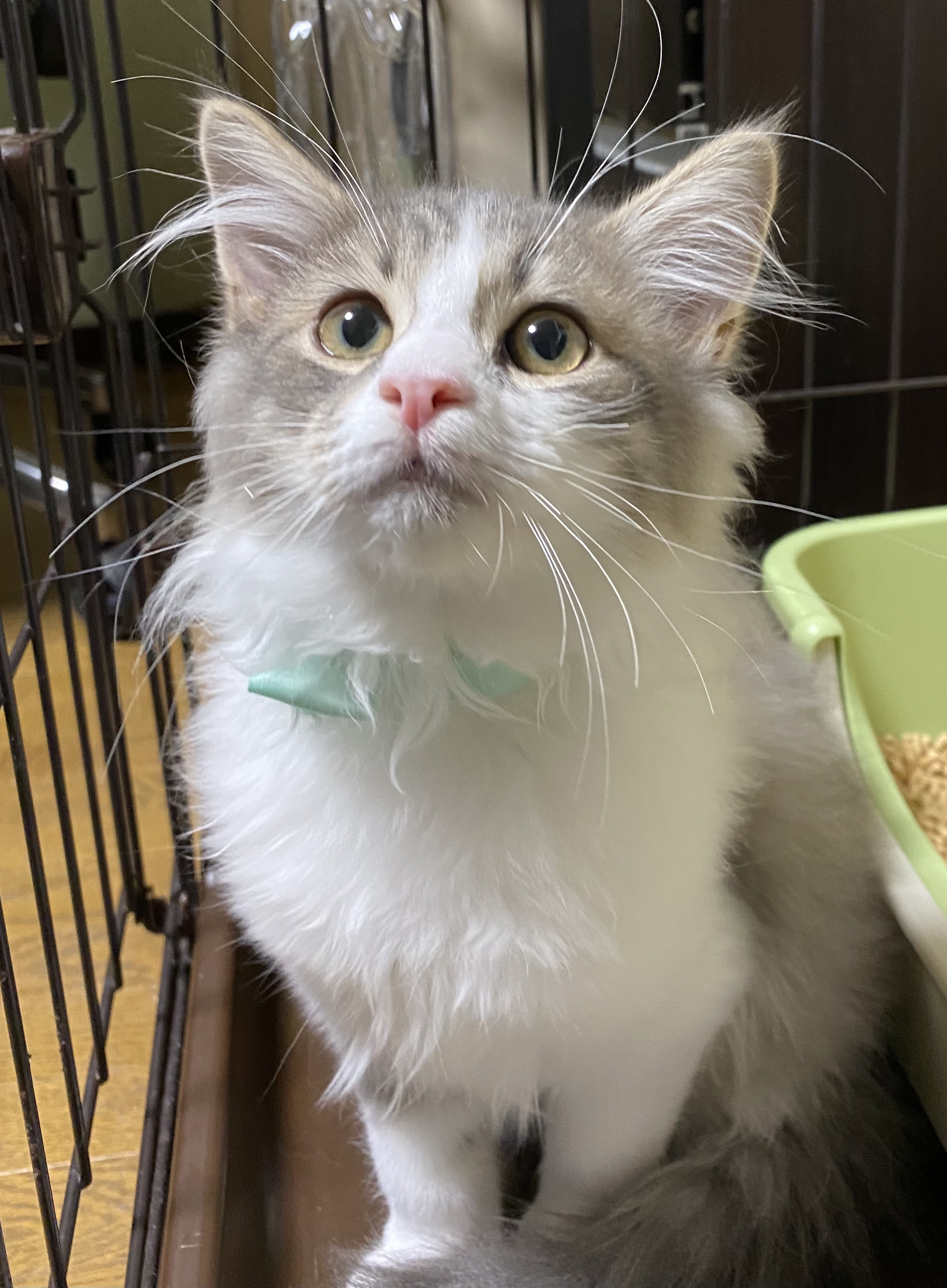
生後約３ヶ月のサイベリアン♂
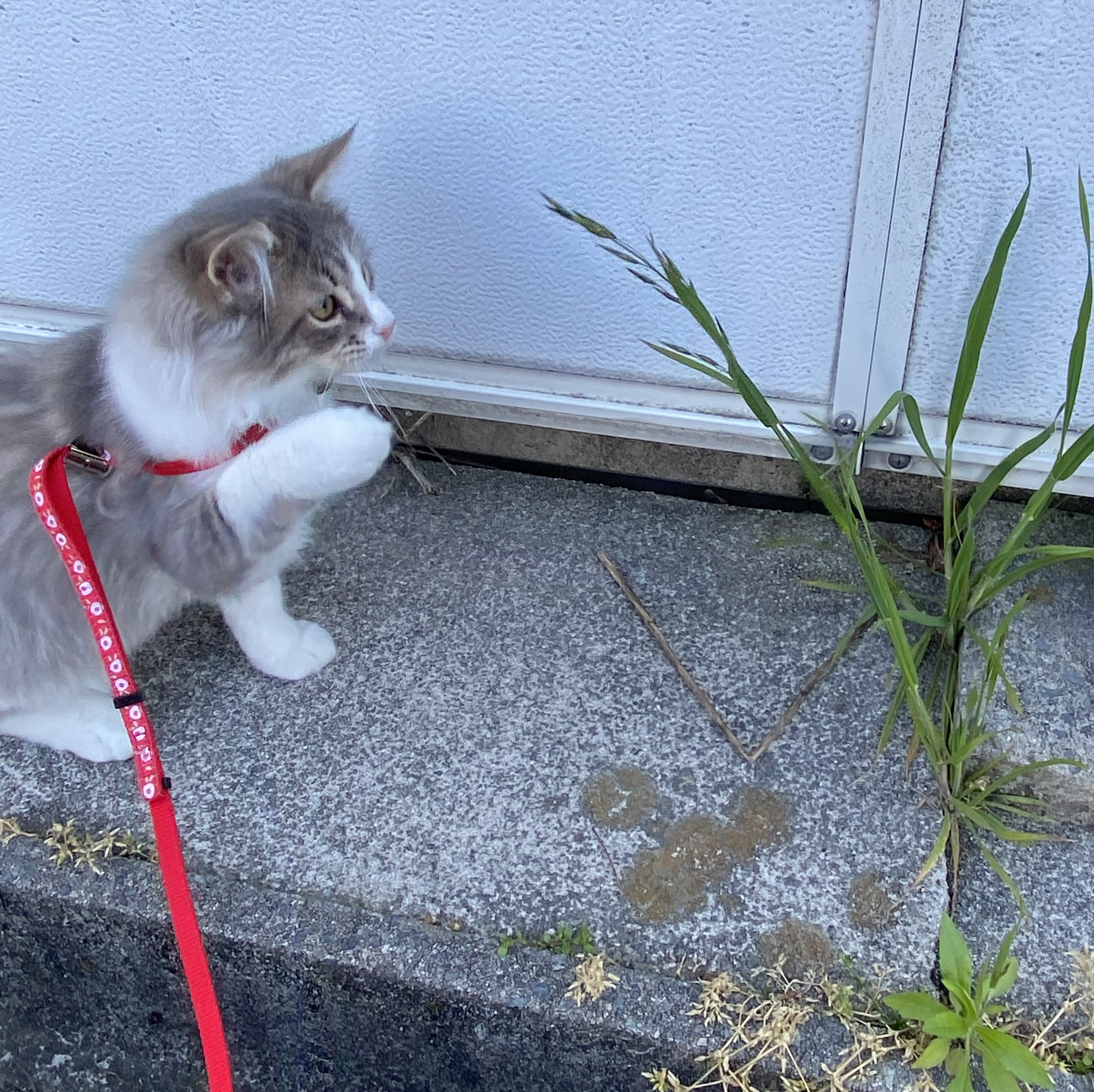
室内飼いのサイベリアンでも散歩を好む個体もいる

### ウェブ
1. ↑  「家猫」の項

### 文献
- ブルース・フォーグル著/小暮規夫訳 『新猫種大図鑑』 第1版第2刷、ペットライフ社、2006年5月20日 、ISBN 4938396661。

1. 1 2  頁. 211
2. 1 2 3 4 5 6  頁. 210

- 『ベスト猫カタログ』 キャッツワールド編集部 、誠文堂新光社、2009年3月30日、 ISBN 9784416709207。

1. 1 2 3 4 5 6 7 8 9  頁. 78

- 山崎哲・小島正記『日本と世界の猫のカタログ』 （2003年版）成美堂出版、2002年10月、 ISBN 4415097553。

1. ↑  頁. 48